# Talara melanosticta
Talara melanosticta là một loài bướm đêm thuộc phân họ Arctiinae, họ Erebidae.